# Domenico Maietta
Domenico Maietta (Cariati, Provincia de Cosenza, Italia, 3 de agosto de 1982) es un exfutbolista italiano. Jugaba de defensa y se retiró en 2020 tras 20 años como profesional.

## Selección nacional
Fue internacional con las categorías inferiores de Italia en 21 ocasiones anotando un gol.

## Clubes
| Club                | País   | Año       |
| ------------------- | ------ | --------- |
| Juventus F. C.      | Italia | 2000-2001 |
| L'Aquila            | Italia | 2001-2002 |
| U. S. Triestina     | Italia | 2002-2003 |
| A. C. R. Messina    | Italia | 2003      |
| U. S. Avellino      | Italia | 2003-2004 |
| A. C. Perugia       | Italia | 2004      |
| F. C. Crotone       | Italia | 2004-2007 |
| U. S. Avellino      | Italia | 2007-2008 |
| F. C. Crotone       | Italia | 2008-2009 |
| Frosinone Calcio    | Italia | 2009-2010 |
| Hellas Verona F. C. | Italia | 2010-2014 |
| Bologna F. C.       | Italia | 2014-2018 |
| Empoli F. C.        | Italia | 2018-2020 |

## Palmarés

### Títulos nacionales
| Título  | Club         | País   | Año     |
| ------- | ------------ | ------ | ------- |
| Serie B | Empoli F. C. | Italia | 2017-18 |